# Джон Гілгуд
Сер Джон Гілгуд (14 квітня 1904, Лондон, Велика Британія — 21 травня 2000, Уоттон Андервуд, Велика Британія) — британський актор театру і кіно. Один з найвидатніших акторів в історії британського театру та кінематографу.

## Біографія
Джон Гілгуд народився 14 квітня 1904 року в Лондоні в сім′ї Франка Генрі Гілгуда (1860—1949) та Кейт Террі-Гілгуд (1868—1958).
Гілгуд закінчив Королівську академію драматичного мистецтва та працював спочатку в репертуарному театрі та в театрі West End theatre, а згодом виконував шекспірівський репертуар у театрі The Old Vic (1929—1931). У 30-х роках XX століття Джон Гілгуд виступав в Бродвейському театрі та в театрі West End theatre, де вважався одним з найкращих акторів.
Протягом першої половини своєї кар'єри Гілгуд дуже рідко брав участь в кінематографічних проєктах. У 1964 році актор був серед номінантів на премію Оскар за роль Людовіка VII у фільмі «Бекет». У 1981 році Гілгуд отримав премію Оскар за роль Хобсона у фільмі Стіва Гордона «Артур».
Джон Гілгуд протягом своєї кар'єри здобув багато нагород (Еммі, Ґреммі, Тоні, Золотий глобус, БАФТА, Оскар та інші).

## Особисте життя
Був закритим геєм. Приватно він робив пожертви групам захисту прав геїв, але не підтримував їх публічно. В останні роки життя він сказав акторові Саймону Каллоу: «Я захоплююся такими людьми, як ви та Ієн Мак-Келлен, за те, що вони зізналися у тому хто ви є, але сам я не можу це зробити».

## Театр (вибраний репертуар)
- Генріх V (листопад, 1921 рік) Гарольд
- Король Лір (квітень, 1931 рік) Король Лір
- Генріх IV, частина 1 (вересень, 1930 рік) Генрі Персі (Хотспур)
- Гамлет (травень, 1926 рік) Розенкранц
- Гамлет (квітень, 1930 рік) Гамлет
- Ромео і Джульєтта (травень, 1924 рік) Ромео
- Чайка (жовтень, 1925 рік) Костянтин Треплєв
- Буря (жовтень, 1930) Просперо
- Річард II (листопад, 1929 рік) Річард II
- Отелло (жовтень, 1961 рік) Отелло
- Сон літньої ночі (грудень, 1929 рік) Оберон
- Любов за любов (лютий, 1924 рік) Валентин
- Макбет (березень, 1930 рік) Макбет
- Андрокл та лев (лютий, 1930 рік) Імператор
- Антоній та Клеопатра (листопад, 1930 рік) Марк Антоній
- Вишневий сад (січень, 1925 рік) Трофімов
- Привиди (березень, 1928 рік) Освальд

## Вибрана фільмографія
- 1936 : Секретний агент
- 1953 : Юлій Цезар
- 1955 : Річард III
- 1965 : Фальстаф

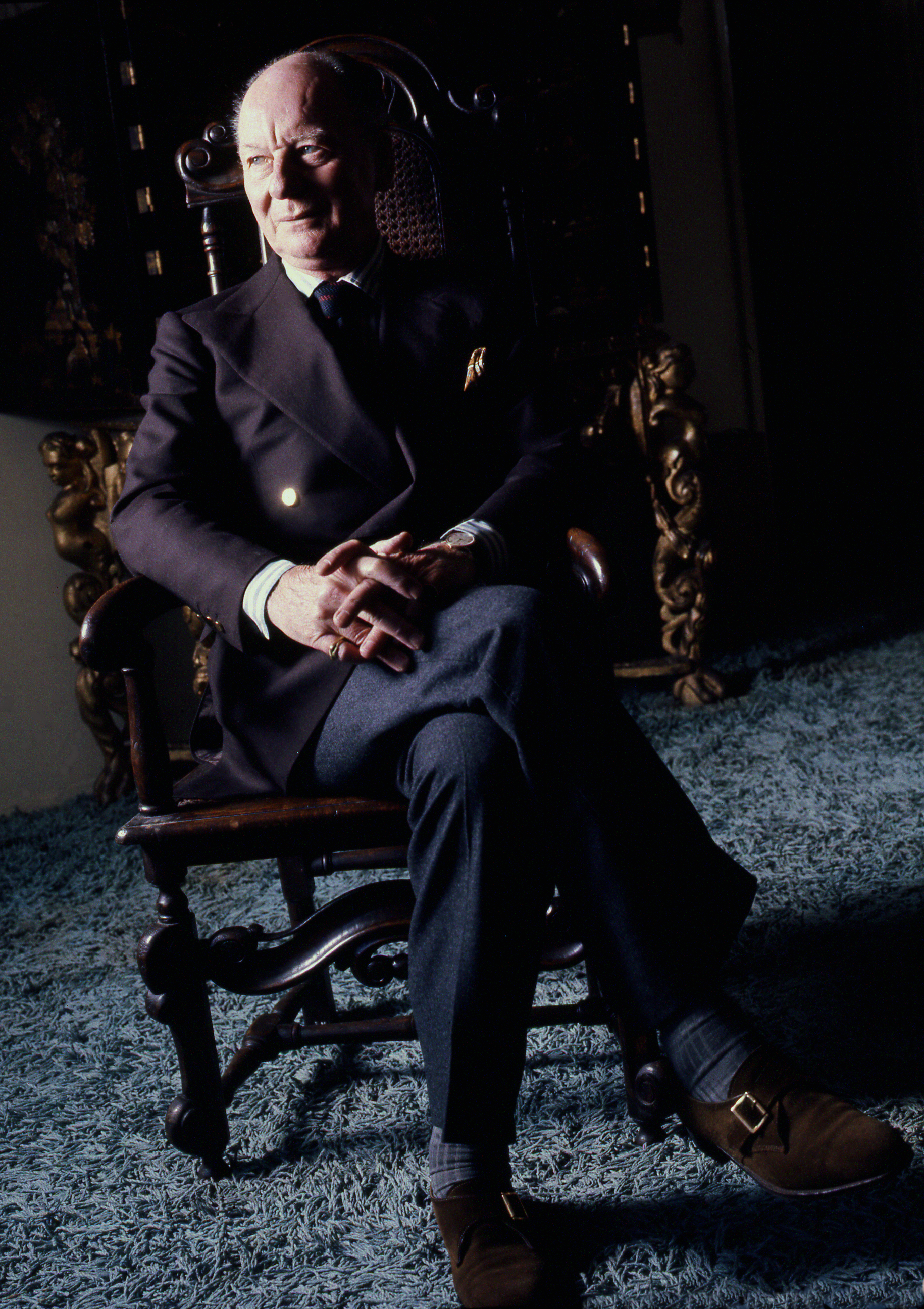
Сер Джон Гілгуд

- 1965 : Незабутня / (The Loved One) — Френсіс Гінслі
- 1968 : Черевики рибалки
- 1974 : Вбивство у Східному експресі
- 1976 : Аси в небі (Aces High) — директор в Ітоні
- 1977 : Провидіння
- 1978 : Знедолені
- 1979 : Калігула — Нерва
- 1980 : Людина-слон
- 1980 : Формула
- 1981 : Вогняні колісниці
- 1981 : Артур
- 1982 : Ганді
- 1983 : Червоне та чорне
- 1988 : Побачення зі смертю
- 1992 : Світло у темряві
- 1994 : Скарлетт
- 1995 : Перший лицар
- 1996 : Блиск
- 1996 : Гамлет
- 1998 : Єлизавета
- 1998 : Чарівний меч: У пошуках Камелота

## Нагороди
- — Орден Заслуг (Велика Британія)
- — Орден Кавалерів Пошани
- — Лицар-бакалавр